# Cyclocephala defecta
Cyclocephala defecta är en skalbaggsart som beskrevs av S. Endrödi 1970. Cyclocephala defecta ingår i släktet Cyclocephala och familjen Dynastidae. Inga underarter finns listade i Catalogue of Life.